# Campan
| Krita 145 – 66 miljoner år före nutid | Krita 145 – 66 miljoner år före nutid | Krita 145 – 66 miljoner år före nutid | Krita 145 – 66 miljoner år före nutid |
| Period (System)                       | Epok (Serie)                          | Ålder (Etage)                         | Miljoner år sedan                     |
| ------------------------------------- | ------------------------------------- | ------------------------------------- | ------------------------------------- |
| Paleogen                              | Paleocen                              | Dan                                   | senare                                |
| Krita                                 | Yngre krita                           | Maastricht                            | 72–66                                 |
| Krita                                 | Yngre krita                           | Campan                                | 84–72                                 |
| Krita                                 | Yngre krita                           | Santon                                | 86–84                                 |
| Krita                                 | Yngre krita                           | Coniac                                | 90–86                                 |
| Krita                                 | Yngre krita                           | Turon                                 | 94–90                                 |
| Krita                                 | Yngre krita                           | Cenoman                               | 100–94                                |
| Krita                                 | Äldre krita                           | Alba                                  | 113–100                               |
| Krita                                 | Äldre krita                           | Apt                                   | 125–113                               |
| Krita                                 | Äldre krita                           | Barreme                               | 129–125                               |
| Krita                                 | Äldre krita                           | Hauterive                             | 133–129                               |
| Krita                                 | Äldre krita                           | Valangin                              | 140–133                               |
| Krita                                 | Äldre krita                           | Berrias                               | 145–140                               |
| Jura                                  | Yngre jura                            | Tithon                                | tidigare                              |

Campan eller Campanium är en geologisk tidsålder som varade från 83,6 ± 0,2 till 72,1 ± 0,2 miljoner år sedan, under perioden krita. Namnet kommer från latinets Campania och infördes av den franske geologen Henri Coquand baserat på lagerföljder från denna tidsålder vid området Champagne i departementet Charente-Maritime.
I Sverige finns avlagringar från Campan i Skåne. Dessa är en del av Höllvikenformationen och utgörs av det kronologiskt avsatta Granviksledet och det sekundärt omlagrade och därför porösa Lundaledet. Det senare är cirka 100 km långt, 5-7 km brett och har vid Romelåsen en mäktighet på upp till 800 meter. Det porösa Lundaledet utnyttjas för Lunds fjärrvärmesystem i Sveriges enda anläggning för utvinning av geotermisk energi, vilken gett upp till 350 GWh per år.
Den här artikeln är helt eller delvis baserad på material från engelskspråkiga Wikipedia, Campanian.